# Vital
Vital (jap. ヴィタール Vitāru) – japoński film z 2004 roku w reżyserii Shin’yi Tsukamoty. Tadanobu Asano gra w nim Hiroshiego Takagi – studenta medycyny, który stracił swoją dziewczynę w wypadku samochodowym.

## Obsada
- Tadanobu Asano jako Hiroshi Takagi
- Nami Tsukamoto jako Ryōko Ōyama
- Kiki jako Ikumi
- Kazuyoshi Kushida jako ojciec Hiroshiego
- Lily jako matka Hiroshiego
- Hana Kino jako pani Ōyama, matka Ryōko
- Gō Rijū jako dr Nakai
- Jun Kunimurajako pan Ōyama, ojciec Ryōko
- Ittoku Kishibe jako dr Kashiwabuchi

## Fabuła
Hiroshi (Tadanobu Asano) budzi się w szpitalnym pokoju i przypomina sobie, że miał wypadek samochodowy w którym zginęła jego dziewczyna, Ryōko (Nami Tsukamoto). Nie pamięta prawie nic z tego co wydarzyło się wcześniej. Hiroshi próbuje odzyskać swoją pamięć, studiując podręczniki medycyny które czytał na krótko przed tragedią. Jedna z koleżanek ze studiów, Ikumi (Kiki), zakochuje się w Hiroshim. Podczas czteromiesięcznego kursu anatomii Hiroshi uświadamia sobie, że zwłoki które preparuje, należą do jego zmarłej dziewczyny, co sprawia, że wspomnienia wracają; jednocześnie, wiąże się z Ikumi.